# Мейер, Иоганн Якоб
Иоганн Якоб Мейер (нем. Johann Jakob Meyer; 4 марта 1787[…], Майлен, Цюрих — 3 декабря 1858[…], Цюрих) — швейцарский художник-пейзажист, в 1840-е годы работавший в России. 

## Биография
Родился в 1787 году в семье среднего достатка в Майлене в кантоне Цюрих. Рано лишился отца, Леонарда Мейера, после чего положение семьи ухудшилось, так как мать воспитывала семерых детей одна.
С 14 лет учился живописи в Цюрихе. Техники офорта и акватинты он освоил под руководством Франца Хеги. В 16 лет впервые выставил выставил свой рисунок на ежегодной выставке цюрихских художников.
После завершения обучения Мейер путешествовал по Швейцарии, часто пешком, зарисовывая окрестные пейзажи. Несколько лет он прожил в Невшателе, посетил кантоны Вале и Берн. Затем поселился в Цюрихе, но не оставил привычки к путешествиям и в 1816-17 годах совершил длительный, в значительной степени пеший, поход по кантону Граубюнден. В 1817 году Майер женился на Анне Нивергельт, и с тех пор жил в Цюрихе вместе с ней, своей матерью и сестрой Анной. В основном он зарабатывал тем, что выполнял гравюры со своих пейзажей, которые затем вручную раскрашивались его супругой, матерью и сестрой. Эти гравюры пользовались спросом у жителей Цюриха. Кроме того, он обучал учеников. 
В 1820 году, когда Мейер был уже достаточно известен в своём родном городе, его картины пожелал увидеть посетивший Цюрих кронпринц Фридрих Вильгельм Прусский. Работы понравились кронпринцу и он заказал у художника несколько пейзажей. 
В 1823 году Мейер совершил ещё одно двухмесячное путешествие по Граубюндену. 
В 1839 году Мейер предпринял длительную поездку по Германии, чтобы продавать картины, принимать заказы и писать пейзажи. В Потсдаме он получил аудиенцию у кронпринца, к тому времени  ставшего королём. Король рекомендовал Мейера своей сестре — русской императрице, и, снабжённый этой рекомендацией, Мейер в 1842 году отправился в Россию, где оставался до 1845 года. Он получил аудиенцию у императора Николая I и его супруги, урождённой принцессы Прусской, и по их заказу выполнил 22 работы с видами императорских дворцов и парков в окрестностях Санкт-Петербурга. Из России он отправился в Швецию и Данию, а в 1846 году вернулся в Цюрих.
В 1849 году Мейер овдовел. В начале 1850-х годов он отправился в Вену, затем в Будапешт, но в дальнейшем вернулся в Цюрих. 
Трое из четверых детей Мейера умерли рано, а четвёртый — Жак, надежда отца, во время путешествий Мейера-старшего, распродал картины и растратил деньги, после чего сбежал в США, откуда от него не было вестей начиная с 1854 года.
Мейер скончался в одиночестве в 1858 году в своей маленькой квартирке в городе Цюрихе.

## Живописные виды дворцов и садов в окрестностях Санкт-Петербурга (пейзажи Мейера,литографированныеШульцем)

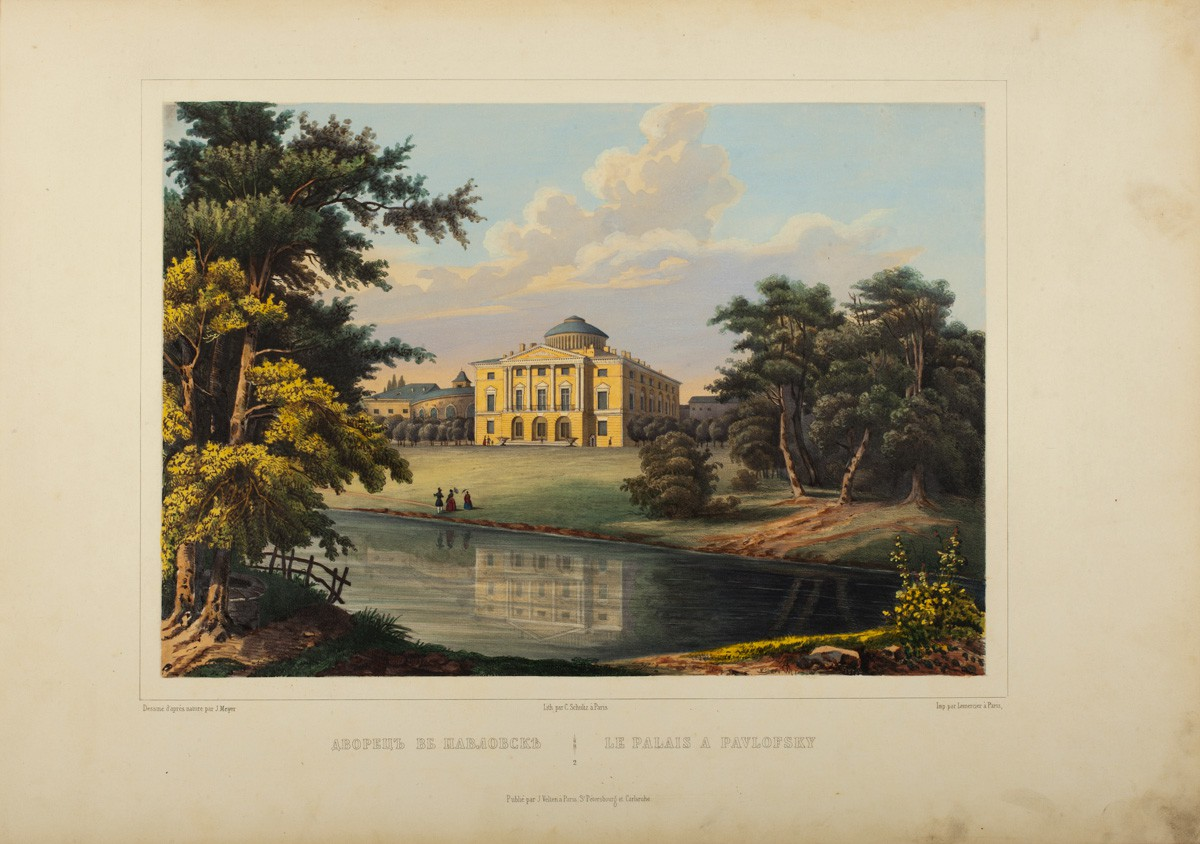
Павловский дворец
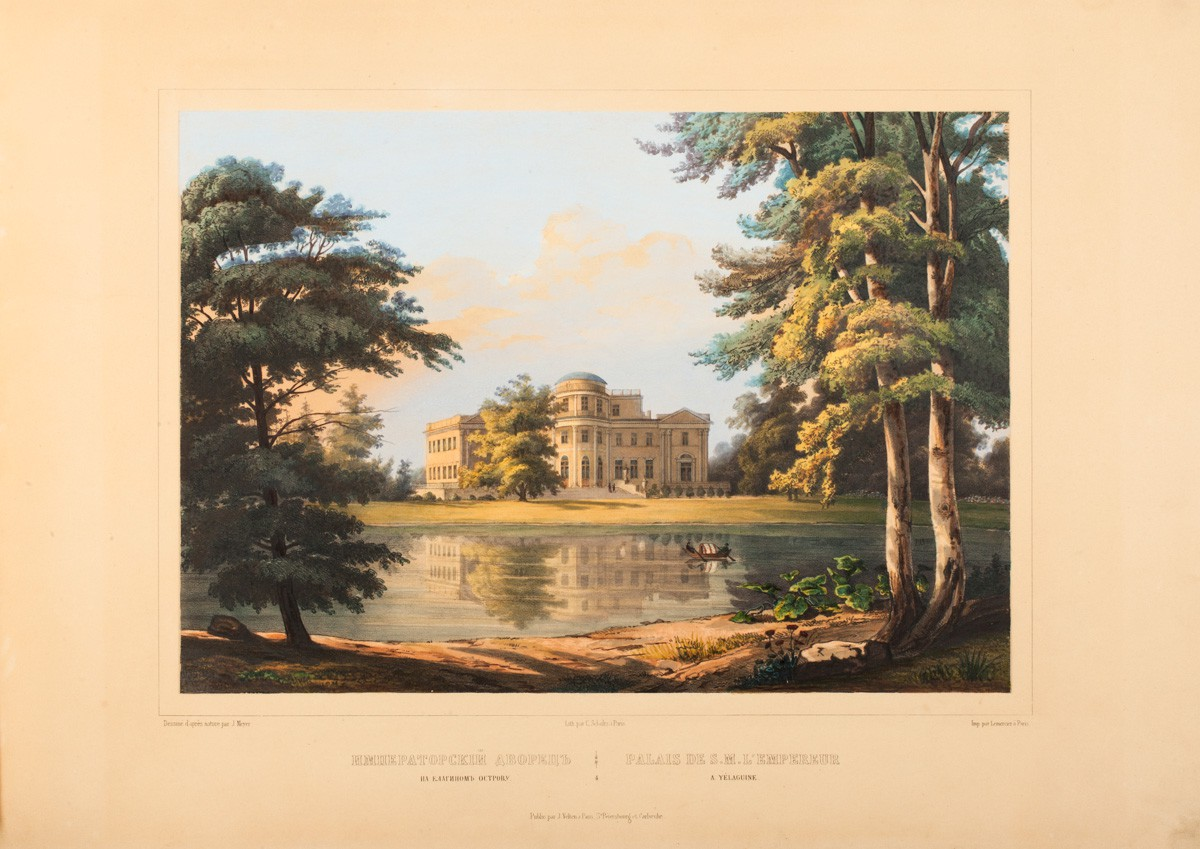
Елагин дворец
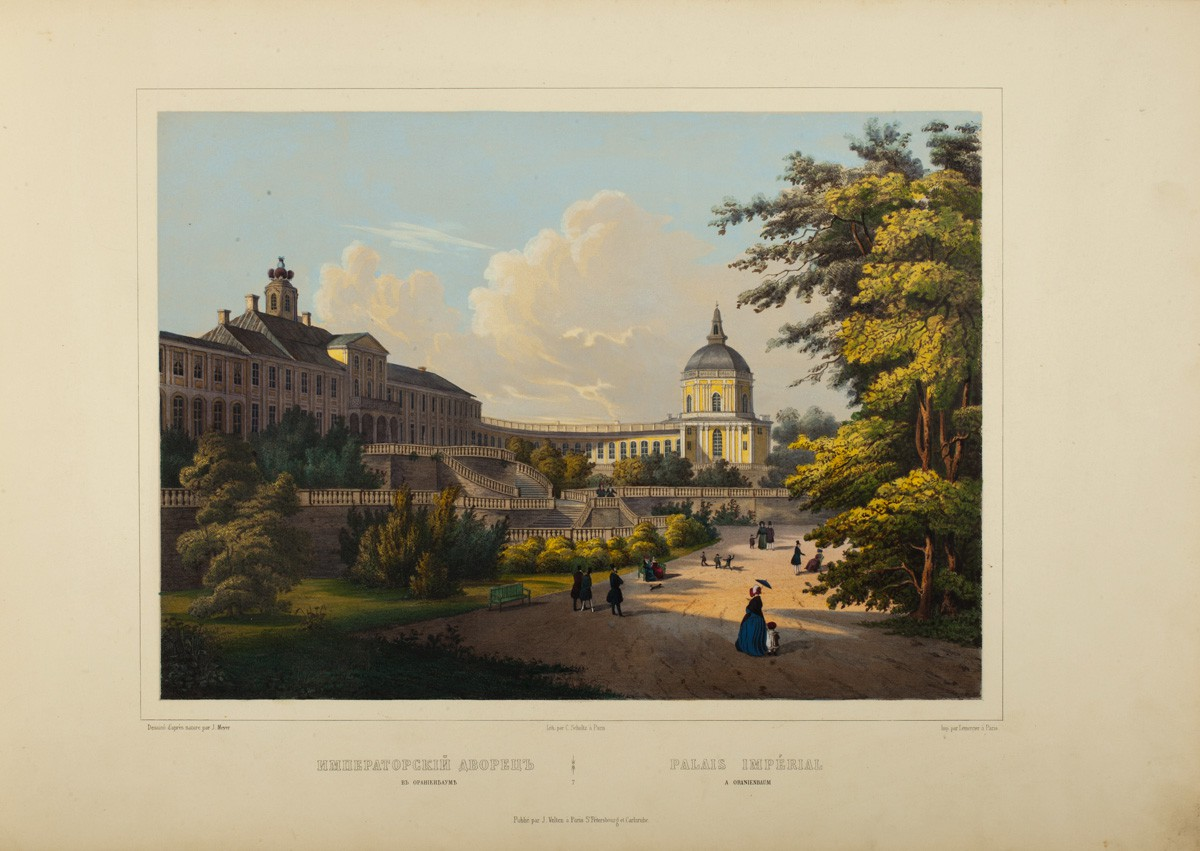
Ораниенбаумский дворец
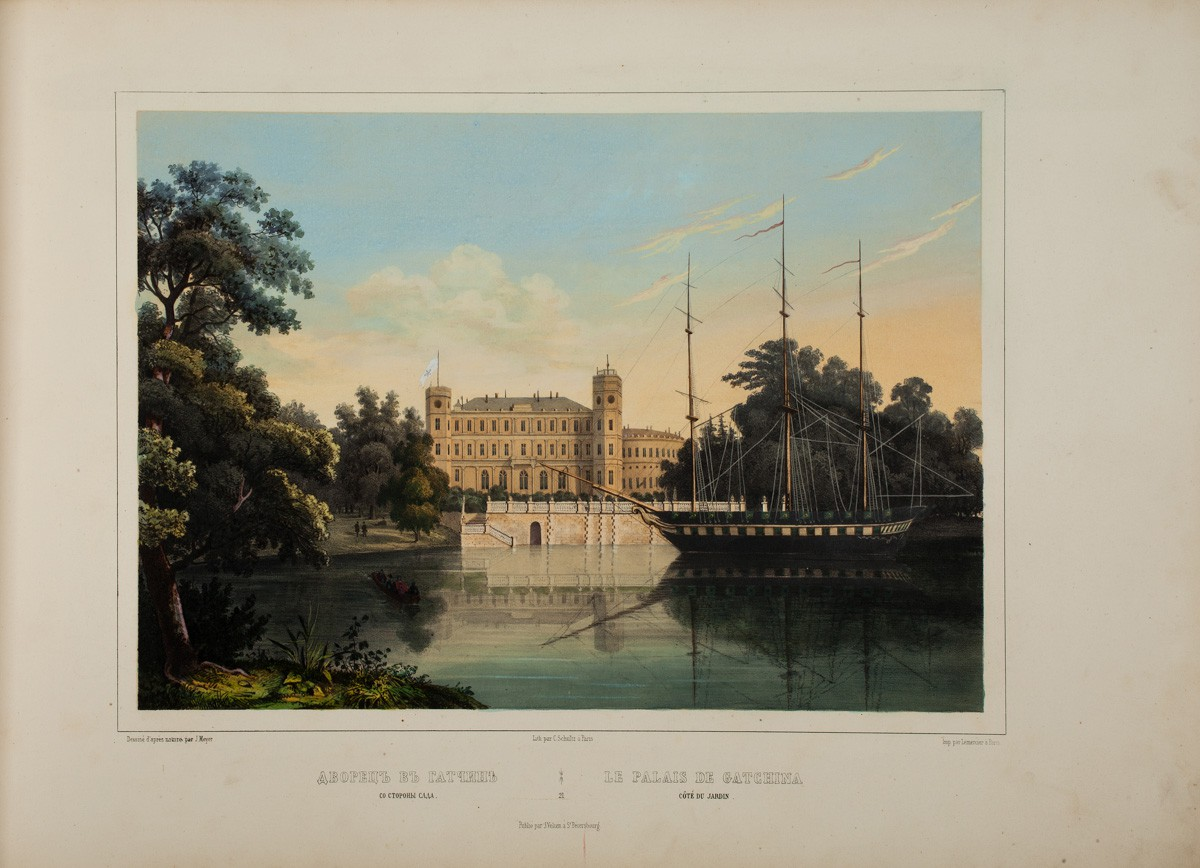
Гатчинский дворец со стороны пруда
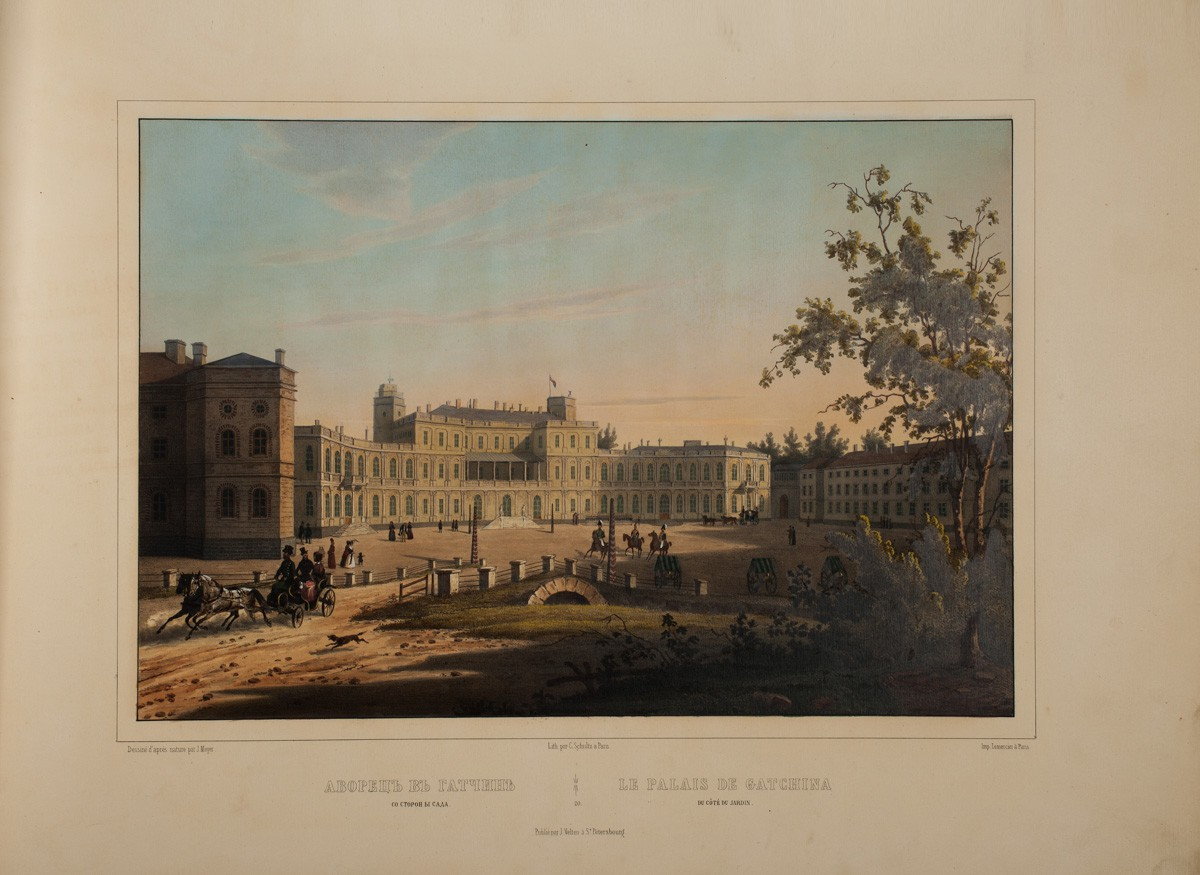
Гатчинский дворец, парадный двор
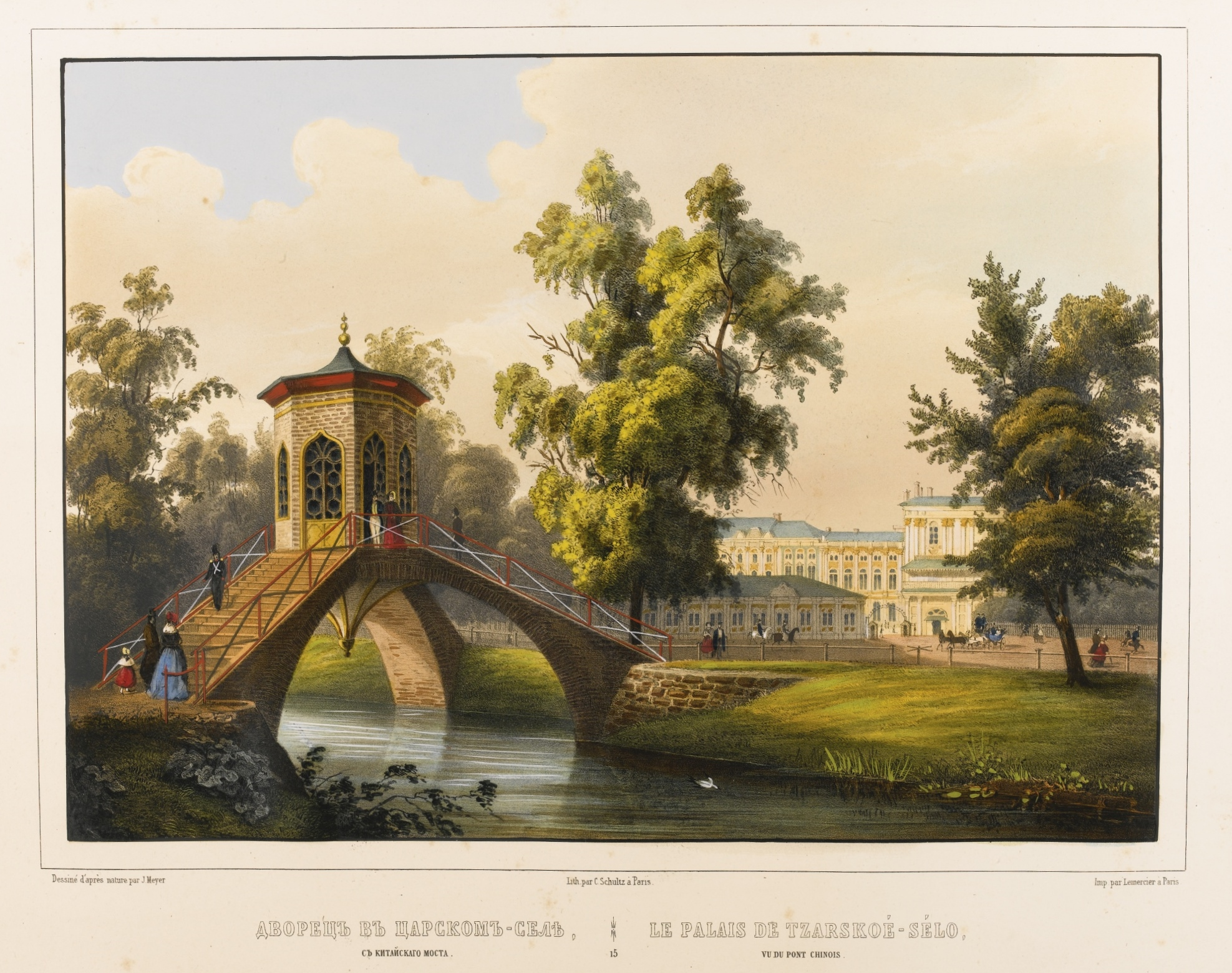
Крестовый мост и Большой Екатерининский дворец (на заднем плане)
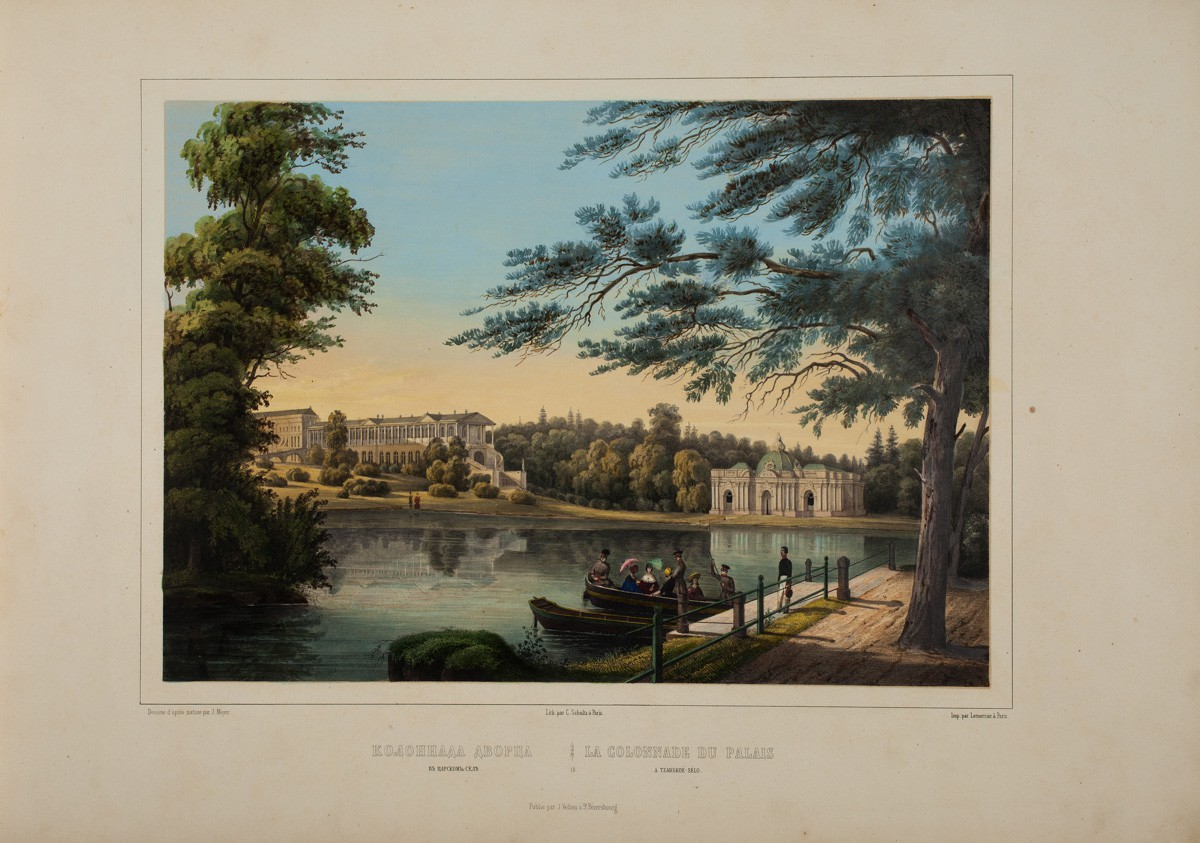
Камеронова галерея и павильон Грот в Царскосельском парке
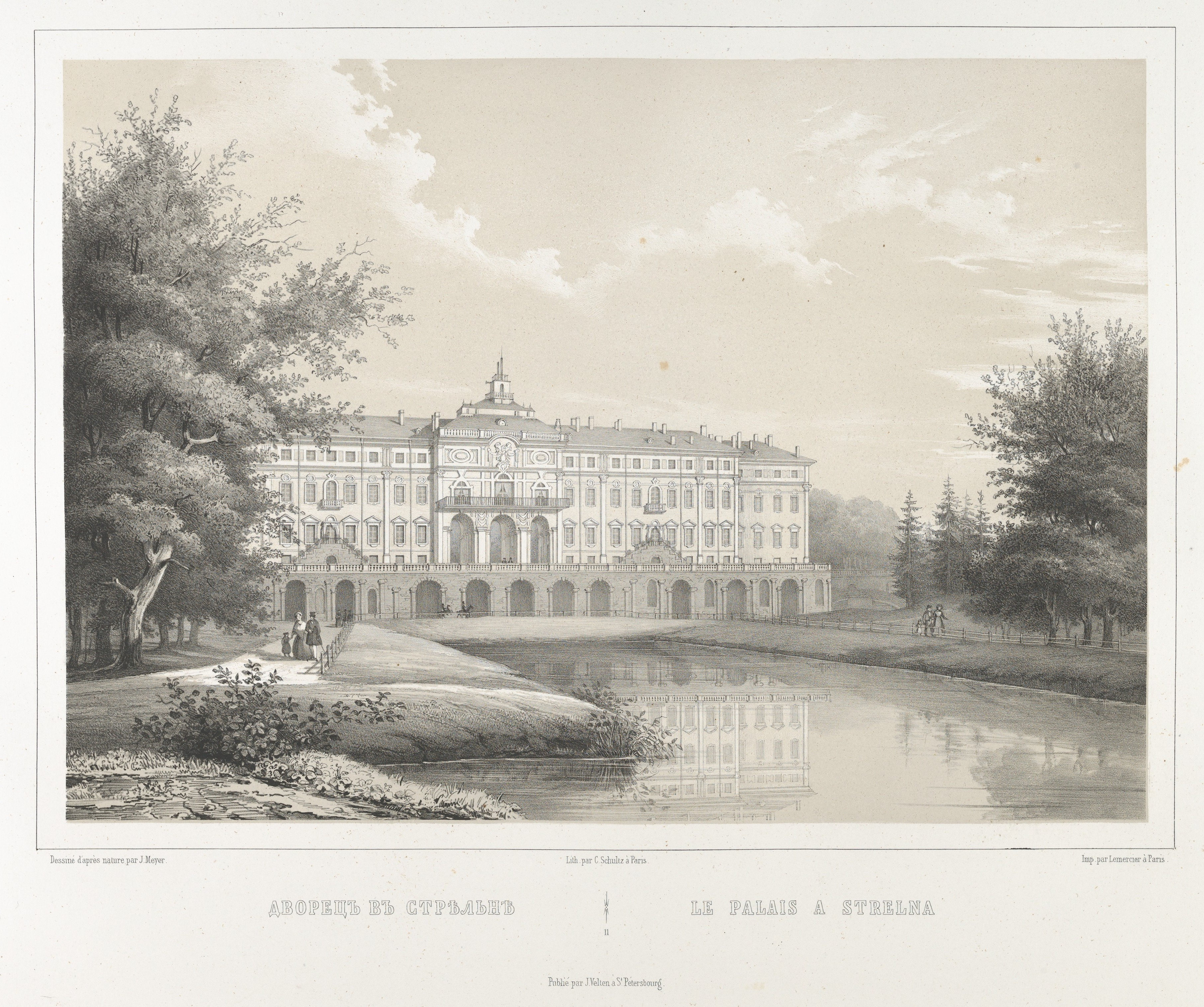
Константиновский дворец
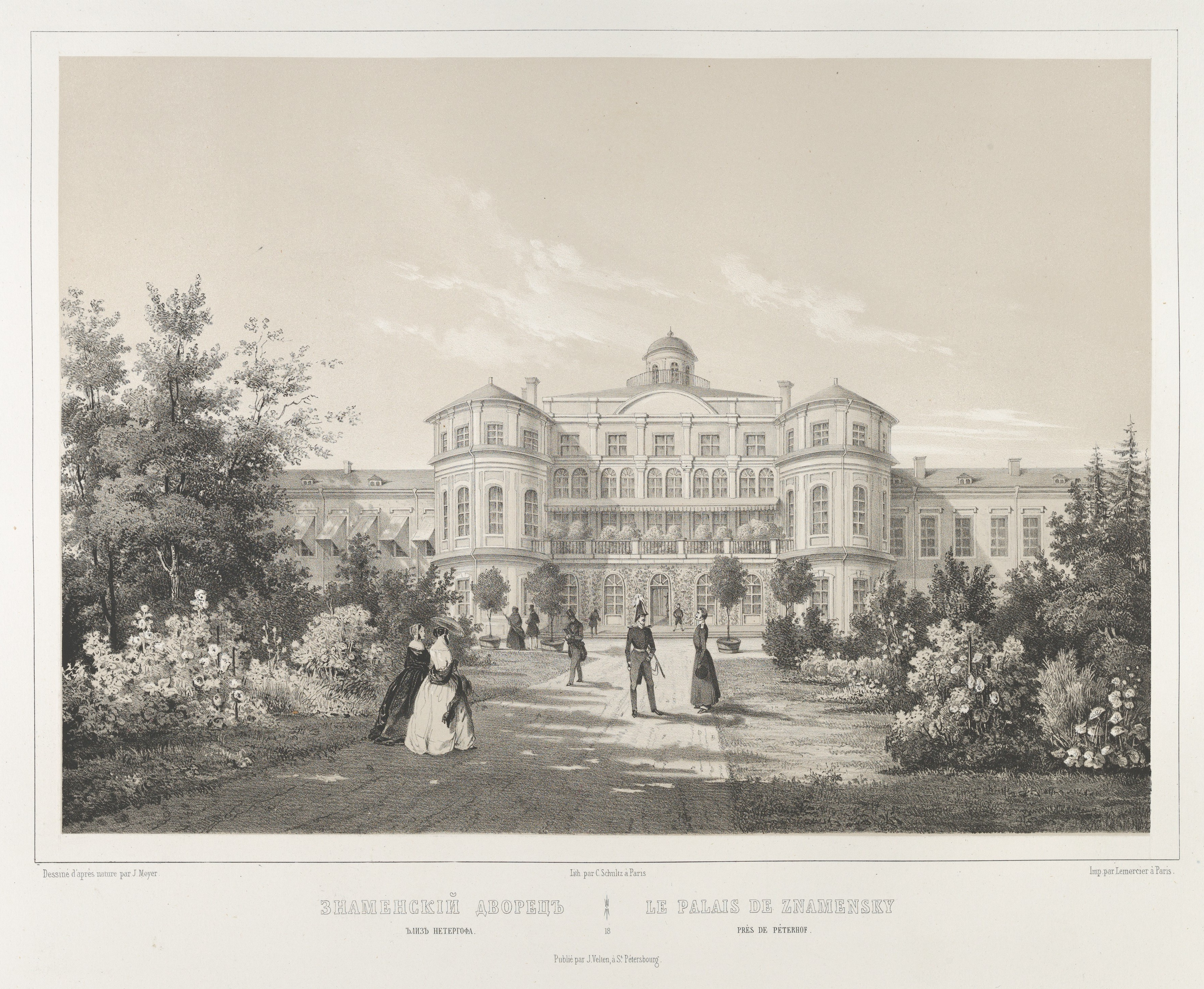
Знаменский дворец
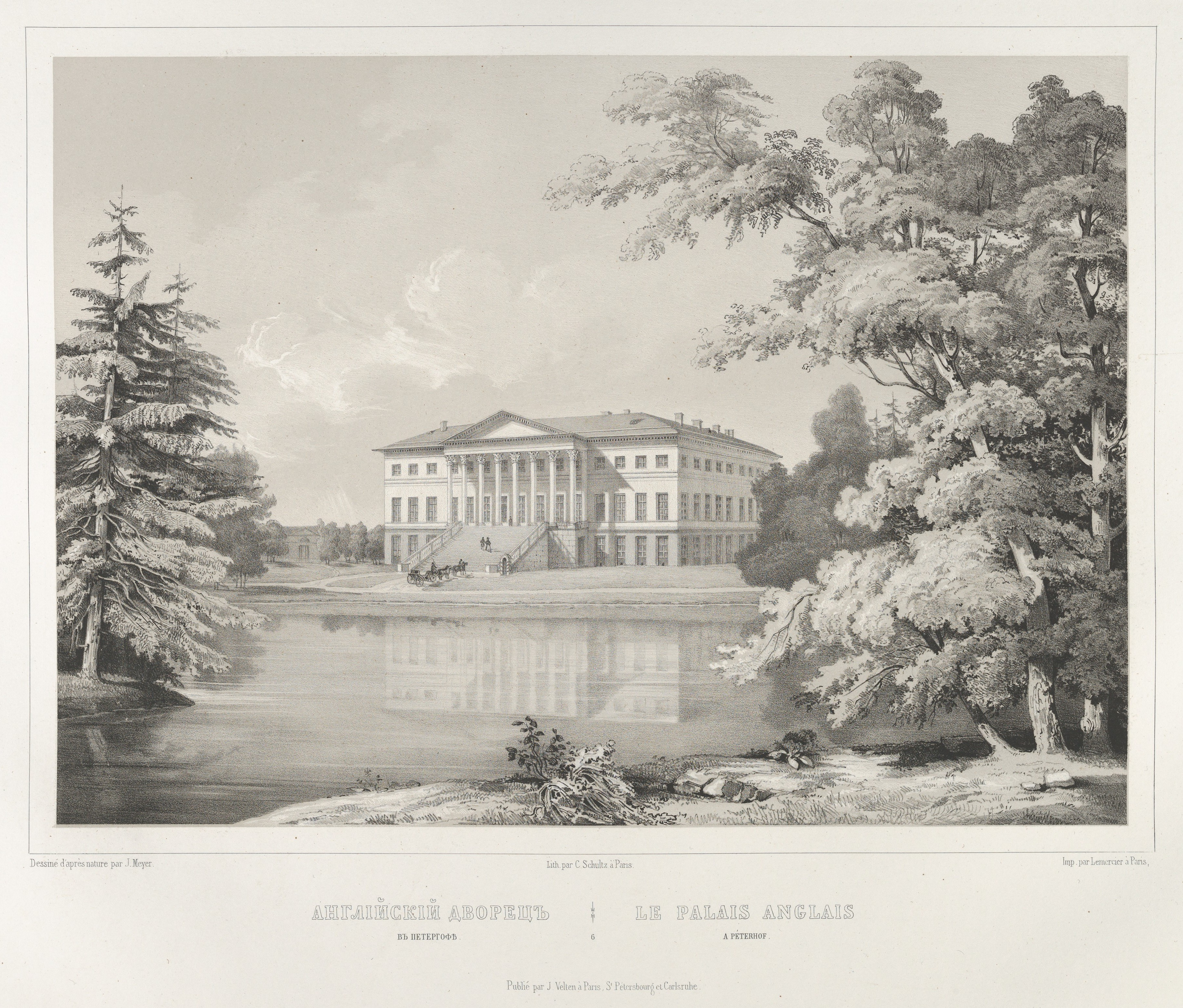
Английский дворец (в годы войны разрушен)